# John Abbott (Schauspieler)
John Abbott, gebürtig John Albert Chamberlain Kefford (* 5. Juni 1905 in London; † 24. Mai 1996 in Los Angeles, Vereinigte Staaten), war ein britischer Theater- und Filmschauspieler.

## Leben
John Abbott wurde im Londoner Stadtteil Stepney geboren und studierte zunächst Kunst. 1934 wurde er professioneller Schauspieler, zwei Jahre später war er bereits Ensemblemitglied am renommierten Old Vic Theatre und spielte unter anderem in Shakespeare-Stücken. In einer Produktion von Hamlet trat er als Claudius neben Laurence Olivier, Vivien Leigh und Alec Guinness auf. Ab 1936 kamen erste kleine Filmrollen. Während eines Urlaubs in New York erhielt er 1941 ein Angebot für eine Rolle in Josef von Sternbergs Drama Abrechnung in Shanghai. Daraufhin verlegte er seinen Lebensmittelpunkt für Rest seines Lebens in den Vereinigten Staaten. Dort war er neben Film- und Fernsehrollen auch mehrfach in Broadway-Produktionen zu sehen.
Abbott hatte mehr als 160 Rollen in Filmen und Fernsehserien, wobei er im Kino vor allem in Nebenrollen zu sehen war. Er verkörpert oft exzentrisch oder eigen wirkende Figuren, häufiger entsprechend seiner Herkunft mit britischem Hintergrund. So spielte er 1946 als „Bertram Gribble“ in Trügerische Leidenschaft, 1948 als weinerlicher Hypochonder „Frederick Fairlie“ in Das Geheimnis der Frau in Weiß, 1958 den Diener „Manuel“ im oscarprämierten Musical Gigi und 1966 „Emile“ in Das Mädchen aus der Cherry-Bar. Eine seiner seltenen Hauptrollen im Kino hatte er 1943 in dem B-Film London Blackout Murders. Ab den 1950er-Jahren übernahm er auch viele Fernsehrollen und verkörperte beispielsweise 1967 den „Organier Ayelborne“ in der Folge Raumschiff Enterprise – Kampf um Organia. Im selben Jahr lieh er dem Wolf „Akela“ in Das Dschungelbuch seine Stimme. 1982 war er als „Dr. Frankenstein“ in Slapstick zu sehen, zwei Jahre spielte er seine letzte Filmrolle in dem Kurzfilm Quest.
Abbott war in späteren Jahren auch als Schauspiellehrer tätig. Er starb im Mai 1996 im Alter von 90 Jahren im Cedars-Sinai Medical Center, er hinterließ eine Schwester als nächsten Angehörigen.

## Filmografie (Auswahl)
- 1936: Conquest of the Air
- 1937: Mademoiselle Docteur
- 1937: The Return of the Scarlet Pimpernel
- 1939: Die Zehn Gebote (The Great Commandment)
- 1941: Abrechnung in Shanghai (Shanghai Gesture)
- 1942: Joan of Paris
- 1942: This Above All
- 1942: Mrs. Miniver
- 1942: Wie ein Alptraum (Nightmare)
- 1943: Auch Henker sterben (Hangmen Also Die!) – Szenen wurden gestrichen
- 1943: Botschafter in Moskau (Mission to Moscow)
- 1943: Die Waise von Lowood (Jane Eyre)
- 1944: Pinky und Curly (Once Upon a Time)
- 1944: Die Maske des Dimitrios (The Mask of Dimitrios)
- 1944: Sommerstürme (Summer Storm) (Summer Storm)
- 1945: Die Nacht des Whistler (The Power of the Whistler)
- 1945: 1001 Nacht (A Thousand and One Nights)
- 1945: Gefährliche Mission (Pursuit to Algiers)
- 1945: Das Spiel mit dem Schicksal (Saratoga Trunk)
- 1946: Der Bandit und die Königin (The Bandit of Sherwood Forest)
- 1946: Anna und der König von Siam (Anna and the King of Siam)
- 1946: Trügerische Leidenschaft (Deception)
- 1946: Humoreske (Humoresque)
- 1947: Das Netz (The Web)
- 1948: Das Geheimnis der Frau in Weiß (The Woman in White)
- 1949: Ihre wunderbare Lüge (Her Wonderful Lie)
- 1949: Madame Bovary und ihre Liebhaber (Madame Bovary)
- 1951: Schwester Maria Bonaventura (Thunder on the Hill)
- 1951: Gold in Neuguinea (Crosswinds)
- 1952: Die lustige Witwe (The Merry Widow)
- 1953: Donner in Fern-Ost (Thunder in the East)
- 1953: Sombrero
- 1953: Spur in der Wüste (The Steel Lady)
- 1956/1960: Rauchende Colts (Gunsmoke, Fernsehserie, 2 Folgen)
- 1957: Rindvieh Nr. 1 (Public Pigeon No. One)
- 1957: Sturm über Persien (Omar Khayyam)
- 1958: Gigi
- 1959: Peter Gunn (Fernsehserie, Folge 1x28)
- 1960: Westlich von Santa Fé (The Rifleman, Fernsehserie, Folge 2x26)
- 1961: Bonanza (Fernsehserie, Folge 3x14 Die blinde Gabrielle)
- 1962: Kein Fall für FBI (The Detectives, Fernsehserie, Folge 3x15)
- 1962: Alfred Hitchcock präsentiert (Alfred Hitchcock Presents, Fernsehserie, Folge 7x36)
- 1962/1965: Perry Mason (Fernsehserie, 2 Folgen)
- 1963: 77 Sunset Strip (Fernsehserie, Folge 5x19)
- 1963: Der Ladenhüter (Who's Minding the Store?)
- 1964: Flipper (Fernsehserie, Folge 1x09 Flipper kann sprechen)
- 1965: Die größte Geschichte aller Zeiten (The Greatest Story Ever Told)
- 1965: Gauner gegen Gauner (The Rogues, Fernsehserie, Folge 1x27)
- 1966: Tennisschläger und Kanonen (I Spy, Fernsehserie, Folge 1x16)
- 1966: Solo für O.N.C.E.L. (The Man from U.N.C.L.E., Fernsehserie, Folge 2x18)
- 1966: The Munsters (Fernsehserie, Folge 2x26)
- 1966: Das Mädchen aus der Cherry-Bar (Gambit)
- 1967: Raumschiff Enterprise (Star Trek, Fernsehserie, Folge 1x26 Kampf um Organia)
- 1967: Das Dschungelbuch (The Jungle Book) (Stimme)
- 1967: Mannix (Fernsehserie, Folge 1x13)
- 1967: Verliebt in eine Hexe (Bewitched, Fernsehserie, Folge 4x17)
- 1968: Verrückter wilder Westen (The Wild Wild West, Fernsehserie, Folge 3x23)
- 1968: Planet der Giganten (Land of the Giants, Fernsehserie, Folge 1x04)
- 1971: McMillan & Wife (Fernsehserie, Folge 1x03)
- 1973: Die Katzengöttin (The Cat Creature, Fernsehfilm)
- 1975: Die Jagd nach dem Malteser Falken (The Black Bird)
- 1976: Sherlock Holmes in New York (Fernsehfilm)
- 1977: Emmerdale (Fernsehserie, 18 Folgen)
- 1978: Gefangen in Jackson County (Outside Chance, Fernsehfilm)
- 1982: Slapstick (Slapstick of Another Kind)
- 1983: Immer auf die Kleinen (Smorgasbord)
- 1984: Quest (Kurzfilm)